# Myrmeleotettix maculatus
Myrmeleotettix maculatus је врста инсекта из реда правокрилаца - Orthoptera.

## Распрострањење
Зоогеографска припадност ове врсте је Евросибирска. Простире се од самог севера Европе, преко Русије, Скандинавије и Велике Британије, 
до северне Африке. У Србији, као и на Балканском полуострву представља честу планинску врсту.

## Опис
Спада међу најмање скакавце Европе. Основна боја им је сиво-смеђа која прелази у зелену са бројним мрљама. Женке су знатно шареније, понекад јарко зелене и црвене. Величина мужјака је од 10-15 мм, док су женке незнатно крупније, дужине тела 11-16 мм. Осим у величини и боји полови се разликују и по изгледу антена.

## Биологија
Одрасле јединке се срећу током лета и јесени. Женке полажу јаја у суво тло, а ларве могу да се развијају од једне до две године у зависности од климе и подручја које насељавају. Оба пола пролазе кроз четири фазе метаморфозе (код женке делимично и пет).

## Синоними
Gomphocerus annulatus Fischer von Waldheim, 1833
Myrmeleotettix australis Harz, 1975
Gryllus biguttatus Charpentier, 1825
Gryllus biguttulus Panzer, 1796
Gomphocerus calidoniensis Stephens, 1835
Gomphocerus elegans Stephens, 1835
Gomphocerus ericetarius Stephens, 1835
Myrmeleotettix hispanicus Harz, 1975
Oedipoda pulla Fischer von Waldheim, 1846
Gryllus rufus Zetterstedt, 1821
Stenobothrus saussurei Seoane, 1879